# Мунго
Мунго (лат. Galidiinae) — подсемейство мадагаскарских виверр (Eupleridae), эндемиков Мадагаскара. Включает пять видов в четырёх родах.

## Внешний вид и строение
Мунго достигают величины от 28 до 48 см, длина хвоста составляет от 16 до 33 см, а вес — от 500 до 1700 г. Их телосложение стройное и вытянутое, лапки короткие. Длина пушистого хвоста составляет, как правило, от половины до двух третей длины туловища. Приплюснутый череп вытянутый с острой мордочкой. Шерсть серая или коричневая, у трёх из пяти видов имеются горизонтальные полоски.
Зубная формула: {\displaystyle I{3 \over 3}C{1 \over 1}P{3 \over 3}M{2 \over 2}}.

## Распространение и среда обитания
Водятся исключительно на Мадагаскаре. Обитают в основном в лесах, лишь кольцехвостый мунго (Galidia elegans) встречается на окраинах лесных массивов. Эти животные встречаются во всех типах лесов острова, в том числе в дождевых лесах на восточном побережье, лиственных лесах на западном и в засушливых зарослях кустарников на юго-западе острова.

## Поведение
Мунго ведут в основном наземный образ жизни, но при этом могут хорошо лазать по деревьям и плавать. Три вида мунго активны в дневное время, а широкополосые мунго (Galidictis) ведут ночной образ жизни. В качестве убежищ для сна мунго служат норы, расщелины скал, опрокинутые стволы деревьев. Социальное поведение многих видов малоизучено. Существуют наблюдения животных, живущих как поодиночке, так и в группах. Мунго — плотоядные, к их добыче относятся небольшие позвоночные и беспозвоночные.

## Мунго и люди
В некоторых регионах острова у мунго плохая репутация, так как им приписывается охота на домашнюю птицу. Основной угрозой для мунго является охота и прогрессирующее разрушение их среды обитания. За исключением кольцехвостого мунго, все виды подсемейства находятся под угрозой.

## Систематика
Ранее мунго считали подсемейством мангустовых (Herpestidae), так как напоминают их по телосложению. Согласно новейшим генетическим исследованиям, они не относятся к этому семейству, а являются частью новообразованного семейства мадагаскарских хищников. Наряду с мунго, к нему относится подсемейство малагасийских циветт (Euplerinae).
Подсемейство состоит из пяти видов:
- Galidia — кольцехвостые мунго
  - Galidia elegans — кольцехвостый мунго
- Galidictis — широкополосые мунго
  - Galidictis fasciata — широкополосый мунго
  - Galidictis grandidieri — мунго Грандидье
- Mungotictis — линейчатые мунго
  - Mungotictis decemlineata — линейчатый мунго, или узкополосый мунго
- Salanoia — бурохвостые мунго
  - Salanoia concolor — бурохвостый мунго
  - Salanoia durrelli — мунго Даррелла, или мангуст Даррелла